# Daróc (Románia)
Daróc románul: Daroț, falu Romániában, Erdélyben, Kolozs megyében.

## Fekvése
Bálványosváralja mellett fekvő település.

## Története
Daróc Bálványosváralja községhez tartozó falu Kolozs és Beszterce-Naszód megye határvonalán, amelyet néhány szétszórtan elhelyezkedő tanya alkot. 1956 körül vált önálló településsé 68 lakossal.
1966-ban 75, 1977-ben 87, 1992-ben 57, a 2002-es népszámláláskor 41 magyar nemzetiségű lakosa volt. A falucska egykori iskoláját 1997-ben református imaházzá alakították.